# 克羅斯比鎮區 (阿肯色州懷特縣)
克羅斯比鎮區（英語：Crosby Township）是位於美國阿肯色州懷特縣的一個行政鎮區。

## 地方資料
克羅斯比鎮區的面積為24.02平方千米，當中陸地面積為24.00平方千米，而水域面積為0.02平方千米。根據2010年美國人口普查的數據，當地共有人口607人，而人口密度為每平方千米25.27人。